# Francesco Maria Maggio
Francesco Maria Maggio, né à Palerme en 1612 et mort le 12 juin 1686 dans la même ville, est un orientaliste italien.

## Biographie
Francesco Maria Maggio était fils de Bartolo Maggio, jurisconsulte instruit, qui consacrait son temps et sa fortune à la défense des malheureux. Il reçut une excellente éducation, et fit de rapides progrès dans la piété et les lettres. Lorsqu’il eut terminé ses études, il entra dans l’ordre des Théatins et prononça ses vœux en 1632, à l’âge de vingt ans. Il s’appliqua plus particulièrement alors à l’étude de la philosophie et de la théologie, et sollicita de ses supérieurs la permission de visiter les établissements de son ordre dans l’Orient. Il partit en 1636 pour la Géorgie avec quelques-uns de ses confrères ; il traversa l’Arabie, la Syrie, l’Arménie, et, malgré tous les obstacles qu’il rencontra, parvint jusqu’aux montagnes du Caucase. Le P. Maggio apprit à fond les principaux dialectes qui sont en usage dans la Géorgie, s’instruisit des mœurs et des coutumes des peuples qui l’habitent, et rendit par là les plus grands services aux missionnaires. Il fut rappelé au bout de cinq ans à Caffa (l’ancienne Théodosie), pour y établir une maison de son ordre, et passa ensuite Constantinople dans le même but. L’ambassadeur de Venise, loin de l’aider dans ce pieux dessein, s’y opposa formellement, et le força de s’embarquer sur un navire qui faisait voile pour l’Italie. Peu de temps après son arrivée à Messine, Maggio fut invité par la Congrégation pour la propagation de la foi à se rendre à Rome pour y travailler à une grammaire des langues orientales les plus répandues. Il revint ensuite à Naples, obtint la confiance du vice-roi, dont il devint le confesseur, et profita de son crédit pour procurer différents établissements de son ordre dans ce royaume. Il fallut faire violence à la modestie de ce bon père pour l’obliger d’accepter la place de visiteur de la province de Sicile et ensuite celle de prieur de la maison de son ordre à Syracuse ; mais il refusa constamment la dignité épiscopale. Sur la fin de sa vie, s’étant retiré à Palerme, il partagea son temps entre les exercices de piété, la prédication et l’instruction des novices ; il y mourut le 12 juin 1686, regardé comme un saint.

## Œuvres

Carte de la Turquie d'Asie de 1771, par les Homann

Francesco Maria Maggio avait composé cent quinze ouvrages, la plupart ascétiques ou liturgiques, dont quarante-cinq sont demeurés manuscrits : on en trouve la liste dans la Bibliotheca sicula de Mongitore, p. 221 et suiv., et Addit., p. 40, et plus exactement dans les Scrittori de’ clerici regolari du P. Vezzosi, t. 2, p. 4-23. Les principaux sont :
- Syntagmata linguarum orientalium, quæ in Georgiæ regionibus audiuntur : liber primus, complectens Georgianæ seu Ibericæ vulgaris linguæ institutiones grammaticales : liber secundus, complectens Arabum et Turcarum orthographiam et turcicæ linguæ institutiones, Rome, 1643, in-fol. de 200 pages ; 2e édition, ibid., 1670. Quoique fort incomplète, cette grammaire géorgienne est importante, étant encore à peu près la seule que nous ayons. La grammaire turque insérée dans la 2e partie n’est pas non plus sans mérite, quoique effacée depuis par celle de François Mesgnien. Le P. Maggio ne donne rien dans cet ouvrage sur la langue arménienne, parce que le P. Galano, son confrère, s’était chargé de ce travail.
- De sacris ceremoniis, disquisitiones rituales, morales, asceticæ et ut plurimum novæ, Palerme, 1665, 1666, 2 vol. in-fol. ;
- De ritibus incolendæ solitudinis disquisitiones asceticæ, Naples, 2 vol. in-fol. ; 4° De Pauli IV inculpata vita disquisitiones historicæ, etc., tome 1er, Naples, 1672, in-fol. Le 2e volume se compose de deux autres ouvrages sur le même sujet, intitulés chacun Difesa, etc., et imprimés à Turin, dans lesquels le P. Maggio s’attache à réfuter les calomnies de Ferrante Pallavicini.
- Des Vies de plusieurs personnages illustres par leur piété et la sainteté de leurs mœurs ;
- Societas Jesu Mariana sive a Deipara Maria Virgine, insignioribus aliquot beneficiis mirifice præstitis illustrata, Naples, 1677, in-8° ;
- Nomina et elogia quibus viri clarissimi ex omni genere societatem Jesu honorifice appellant, ibid., 1677, in-8°.

Parmi ses ouvrages non imprimés, nous citerons :
- Schola turcica, qua unusquisque facile Turcarum sermonem legere, scribere, et loqui discere possit. Cet ouvrage, composé en 1637, devait former la 3e partie des Syntagmata ; on en conserve le manuscrit au couvent de St-Joseph, à Palerme.
- Theatinæ perfectionis idea ; souvent consulté par Mazzuchelli ;
- Epitome historicum sive Elenchus clarorum virorum omnium ordinis clericorum regularium, etc.